# Андрюхин, Владимир Николаевич
Владимир Николаевич Андрюхин (1950 — 13 апреля 2016, Серпухов, Московская область, Россия) — советский и российский тренер по пауэрлифтингу, заслуженный тренер России.

## Биография
Много лет работал на НПО «АЗТ», где возглавлял службу безопасности и тренировал спортсменов.
Создал в Серпухове школу пауэрлифтинга, среди воспитанников которой чемпионы России, Европы, мира. Был первым тренером Ирины Луговой, многократной чемпионки мира по пауэрлифтингу.
Благодаря его тренерской и организационной работе Серпухов начал принимать турниры международного уровня, а местные спортсмены добивались блестящих результатов.

## Награды и звания
Заслуженный тренер Российской Федерации, заслуженный работник физической культуры Российской Федерации.